# Иванов, Иван (тяжелоатлет)
Ива́н Ивано́в Ивано́в (род. 27 августа 1971, Шумен, Болгария) — болгарский тяжелоатлет, тренер, пятикратный чемпион Болгарии (1989, 1991, 1995, 1998, 2000), пятикратный чемпион Европы (1989, 1990, 1992, 1993, 1998), четырёхкратный чемпион мира (1989—1991, 1993), чемпион Олимпийских игр (1992). Четырёхкратный рекордсмен мира. Заслуженный мастер спорта Болгарии (1989).

## Биография
Иван Иванов родился 27 августа 1971 года в городе Шумен. Начал заниматься тяжёлой атлетикой в 1984 году под руководством Велико Великова. Дебютировал на взрослом международном уровне в 1989 году на чемпионате мира и Европы в Афинах, где завоевал золотые медали и установил мировые рекорды в толчке и по сумме упражнений.
В последующие 4 года побеждал почти на всех турнирах, в которых участвовал, выиграл три чемпионата Европы (1990, 1992, 1993) и мира (1990, 1991, 1993), а также стал чемпионом Олимпийских игр в Барселоне (1992). С 1994 года уступил лидерство в своей весовой категории турецкому атлету Халилю Мутлу и не поднимался на крупнейших международных соревнованиях выше второго места. Единственным исключением стал чемпионат Европы в Ризе (1998), где в отсутствие турка Иванов смог завоевать золото.
В 2000 году на Олимпийских играх в Сиднее показал второй результат, но не прошёл допинг-контроль, был уличён в использовании запрещенного диуретика фуросемида, лишён серебряной медали и дисквалифицирован. После этого завершил свою спортивную карьеру.
В 2000-х годах занимался тренерской деятельностью в Хорватии. С 2011 года является главным тренером сборной Болгарии по тяжёлой атлетике.